# Réseau des nouvelles des marchés
Le service des nouvelles des marchés (SNM), service du ministère français de l'agriculture jusqu'en 2009, aujourd'hui Réseau des nouvelles des marchés (Rnm), est chargé de réaliser les cotations de produits agricoles et alimentaires frais périssables à différents stades de leur commercialisation.
Depuis 2009, cette mission réalisée par un réseau d'enquêteurs (le réseau des nouvelles des marchés) est pilotée par l’Établissement national des produits de l'agriculture et de la mer (FranceAgriMer). Au niveau régional le réseau est intégré aux DRAAF.

## Historique
Ce service a été créé en 1953 sous la forme d'une association par le ministère de l'agriculture et l’interprofession des fruits et légumes : l'Institut technique des marchés agricoles,.
Il est alors chargé, d'une part d'assurer l'information des opérateurs sur les marchés de gros des fruits et légumes, et d'autre part de développer la normalisation des fruits et des légumes (définition des calibres et catégories de qualité). Les deux missions d'information, sur les prix et sur les caractéristiques des produits, s'inscrivent dans les objectifs généraux de transparence et d'organisation des marchés alimentaires.
L'Institut technique est transformé en service du ministère de l'agriculture en 1963, il se spécialise dans l'information sur les prix tandis que l'organisation interprofessionnelle prend en charge la normalisation.
Le service accompagne le développement des marchés d'intérêt national (MIN), créés à partir des années 1950, qui constituent des lieux organisés de rencontre de l'offre et de la demande en gros de produits alimentaires, notamment pour l'approvisionnement des zones urbaines ; les enquêteurs du service interrogent sur place et quotidiennement les opérateurs afin d'établir et diffuser les cotations des différents produits et fournir ainsi en temps réel aux acheteurs et aux vendeurs une information qui contribue à l'établissement d'une concurrence équilibrée.
À partir du début des années 1970, le développement de la grande distribution s'accompagne de la mise en place de circuits commerciaux spécifiques dans lesquels les centrales d'achat des enseignes s'approvisionnent directement dans les bassins de production, court-circuitant ainsi en grande partie les MIN : ceux-ci assurent désormais principalement l'approvisionnement du commerce indépendant ou de la restauration hors domicile (restaurants, collectivités).
Le service des nouvelles des marchés s'est adapté à cette évolution en développant des enquêtes de cotation des fruits et légumes au stade de l'expédition, transaction portant sur les produits conditionnés, prêts à quitter la zone de production pour la centrale d'achat ou le grossiste.
À l'origine surtout spécialisé dans le suivi des prix des fruits et légumes, le service des nouvelles des marchés s'est vu progressivement confier des missions de recueil de prix dans d'autres filières (tous produits frais vendus en gros sur le MIN de Rungis et au détail dans un panel national de grandes et moyennes surfaces, cotation nationale du porc entrée abattoir, etc.).

## Les réformes depuis 2007
En 2007, le réseau régional du service est intégré aux directions régionales de l'agriculture, de l'alimentation et de la forêt, au sein des structures chargées des statistiques agricoles.
En 2009, les missions de la tête de réseau sont transférées à FranceAgriMer, établissement public résultant de la fusion des anciens offices nationaux agricoles.
Le réseau des nouvelles des marchés diffuse ses cotations - généralement quotidiennes - sous la forme de fax ou courriers électroniques à 1 600 abonnés (opérateurs des marchés, organisations professionnelles, collectivités, etc.) ; un site web permet également de consulter ces cotations.
Les données du réseau des nouvelles des marchés sont utilisées par l'Insee pour établir certains indices de prix agricoles, et par l'observatoire de la formation des prix et des marges des produits alimentaires.